# L'esercito più pazzo del mondo
L'esercito più pazzo del mondo è un film comico, del 1981, diretto da Marino Girolami.

## Trama
In una pseudo-caserma senza nazionalità e senza precisa collocazione si svolgono episodietti pseudo-comici: da un ridicolo alzabandiera, a un goffo sequestro di persone, alla capitolazione dei sospetti responsabili, che consentono ai sequestratori, sequestrato e compagni di andarsene dalla caserma ben finanziati verso le agognate Bermude, alle quali, però, non approderanno, perché alleggeriti e beffati a loro volta da uno sconosciuto. Si tratta di un goffo collage di sketch e gags da barzelletta sceneggiata mediocrissima, offensivo per la più elementare intelligenza e atto, più che al riso, a muovere pietà." ("Segnalazioni cinematografiche", vol. 92, 1982).

## Curiosità
Durante le riprese Giorgio Ariani si ruppe veramente il braccio sinistro cadendo dai pattini in una scena.